# 請取勘定建
請取勘定建（うけとりかんじょうだて）とは、江戸時代の三貨制度のもとで行われた金銀為替相場の表示方法。

## 概要
江戸時代には関東を中心とした金貨幣本位の金遣地域と関西を中心とした銀貨幣本位の銀遣地域が併存しており、両地域間において取引の決済の行う際には為替相場を必要とした。その際、当時の政治的中心地であった江戸が金遣地域に属していたことや、銀貨幣が10進法のみであったために換算表示が分かりやすい（金貨幣は4進法と10進法の混合）ことから、金貨1両を基準とし、1両に対する銀貨の価値を表示するようになった。
例えば、金1両＝銀60匁が相場であった場合、江戸などの金遣地域では銀遣地域からの入金においては、金1両あたり銀60匁を受け取ることになったために、この為替相場を「請取勘定建」と称した。もっとも、大坂などの銀遣地域からみれば、支払勘定建に相当していた。
この時代における請取勘定建の存在は、今日の外国為替相場における邦貨建と外貨建の関係とほぼ同じ意味を有していた。